# Emirates Crown
Emirates Crown là một tòa nhà chọc trời được sử dụng làm khu căn hộ với 63 tầng ở Dubai, Các Tiểu vương quốc Ả Rập Thống nhất. Khi hoàn thành vào năm 2008, tòa nhà sẽ có chiều cao tổng cộng 296 m.